# Menachem Usiškin
Menachem Usiškin, plným jménem Avraham Menachem Mendel Usiškin (hebrejsky: אברהם מנחם-מנדל אוּסישְקין, rusky: Аврахам Менахем Мендл Усышкин) byl ruskožidovský sionistický aktivista a předseda Židovského národního fondu v mandátní Palestině.

## Biografie
Narodil se ve městě Dubrovno v tehdejším Rusku, dnes Bělorusko. Roku 1871 se jeho rodina přestěhovala do Moskvy, od roku 1878 se začal zajímat o obnovu hebrejského jazyka a později se zapojuje do prvních sionistických organizací, zejména hnutí Bilu a Chovevej Cijon. Od roku 1882 studoval na vysoké škole v Moskvě, kde zakládal židovský studentský spolek. Byl zastáncem židovského zemědělského osidlování tehdejší turecké Palestiny, kterou poprvé navštívil roku 1891. Od roku 1889 spolupracoval s Achadem ha-Amem v organizaci Bnej Moše.
V letech 1891-1906 žil ve městě Jekatěrinoslav (dnes Dněpropetrovsk) na Ukrajině. Koncem 19. století se zapojil do sionistického hnutí a účastnil se Prvního sionistického kongresu v roce 1897. Na Druhém sionistickém kongresu byl zvolen do vrcholných funkcí v rámci sionistické organizace, v nichž potom setrval do své smrti. Počátkem 20. století vyjednával o budoucnosti židovských osad spravovaných v Palestině baronem Edmondem Jamesem de Rothschildem.

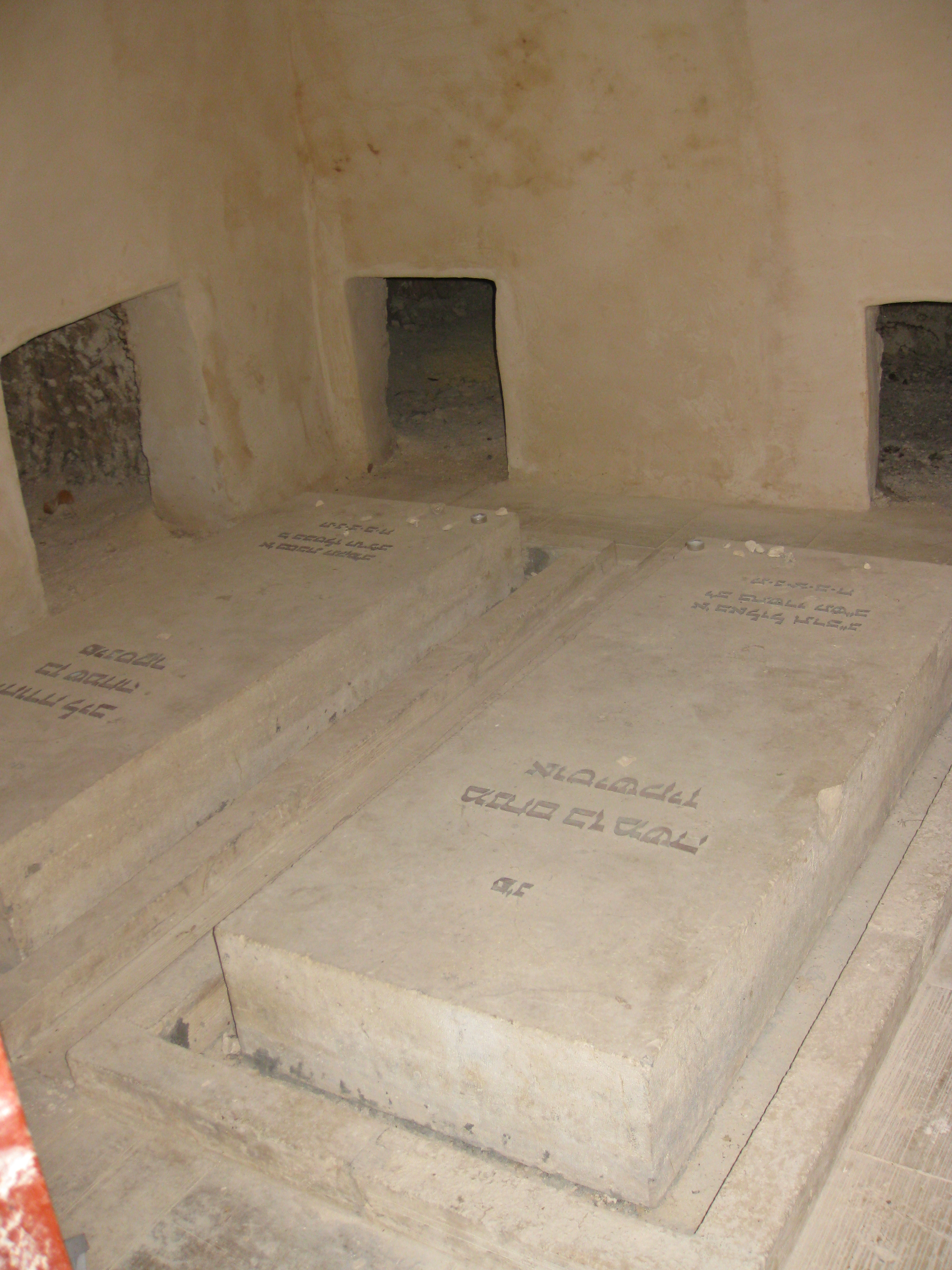
Hrob Menachema Usiškina v Jeruzalému v Nikanorově hrobce.

V důsledku kišiněvského pogromu v roce 1903 zesílil Usiškin agitaci za silnější osidlování Palestiny, do které toho roku přijel na čtyři měsíce a zorganizoval tu v osadě Zichron Ja'akov sjezd židovských osadníků z celé Palestiny ha-Knesija ha-erecjisra'elit (הכנסייה הארצישראלית). V téže době se zapojil do sporu v sionistickém hnutí ohledně takzvaného ugandského plánu (návrh na zřízení židovské vlasti v Africe), který Usiškin odmítal a vystupoval v tomto ohledu proti Theodoru Herzlovi na Šestém sionistickém kongresu v Basileji v srpnu toho roku.
Usiškin na podporu své koncepce židovského státu v historické Palestině založil sionistickou frakci, která nakonec převládla. V tomto duchu vydal i pamflet Náš Program, který se stal ideologickým základem pro takzvanou druhou aliji - vlnu židovské imigrace do Palestiny počátkem 20. století. Z jeho iniciativy také došlo v Palestině k založení některých židovských vesnic a podporoval cvičnou zemědělskou farmu Chavat Kineret. Roku 1912 na konferenci Chovevej Cijon navrhl zřízení Hebrejské univerzity a prosadil v tomto duchu rezoluci, která měla vyčlenit 50 000 zlatých franků na výkup potřebného pozemku na hoře Skopus v Jeruzalému.
Koncem první světové války zorganizoval v Oděse masovou demonstraci 200 000 Židů na počest vydání Balfourovy deklarace. Na pozvání Chajima Weizmanna pak navštívil Pařížskou mírovou konferenci, na které přednesl projev v hebrejštině. 6. října 1919 se usadil v mandátní Palestině a předsedal Sionistické komisi, organizoval rozvoj hebrejského školství. Na jaře 1921 odjel dočasně do USA, kde vedl kampaň na finanční podporu Židovského národního fondu, jehož předsedou byl v letech 1923-1941. V této funkci se podílel na výkupech půdy pro židovské osidlování, zejména v ucelených blocích jako Jizre'elské údolí, Emek Chefer, Haifský záliv nebo Bejt Še'an. Výměra pozemků kontrolovaných Židovským národním fondem v tomto období vzrostla z 22 000 na 561 000 dunamů (z 22 na 561 kilometrů čtverečních). V roce 1925 byl Usiškin jedním ze sionistických činovníků, kteří slavnostně odhalovali areál Hebrejské univerzity v Jeruzalému. Ve 30. letech 20. století se účastnil vyjednávání s britskými úřady ohledně budoucnosti židovského osidlování v Palestině, vystupoval proti závěrům Peelovy komise (v tomto bodu oponoval i Davidu Ben Gurionovi) a takzvané Bílé knize. Pro své tvrdé vystupování byl znám jako Iš ha-Barzel (איש הברזל, Železný muž). Koncem 30. let 20. století na jeho počest došlo v Horní Galileji k založení bloku pěti židovských osad (takvané Usiškinovy pevnosti). Zemřel roku 1941.